# Сох (река)
Сох — река в Кыргызстане (Баткенская область) и Узбекистане (Ферганская область). Длина 124 км, площадь водосбора 3510 км².
Сох берёт начало у села Коргон на северных склонах Алайского хребта на высоте свыше 3000 м, образуется слиянием рек Ак-Терек и Ходжа-Ачкан. Течёт в основном на север. В среднем течении служит основным источником водоснабжения Сохского района (эксклав Узбекистана). В Ферганской долине полностью разбирается на орошение, теряясь в ирригационных веерах и конусах выноса. До реки Сырдарья не доходит с конца 1940-х годов. Средний расход воды у кишлака Сарыконда 42,1 м³/с.
Питание смешанное, ледниково-снеговое, также подземное. Половодье наблюдается в период интенсивного таяния ледников с июня по сентябрь.

## Проблемы
Воды используются для орошения и водоснабжения населения. Из-за быстрого роста населения в долине реки Сох, здесь ощущается нехватка воды, усугубляющаяся политико-административной чересполосицей. Так горные киргизы верхней долины Соха задерживают воду, поступающую таджикам Сохского анклава, далее таджики ограничивают воду киргизам нижней долины реки, а те в свою очередь задерживают остатки стекающие в Узбекистан. По оценкам, на орошение рисовых чеков в предгорьях Бургандинского массива Кыргызстан использует почти 23-30 % воды стока реки. Освоение предгорий, находящихся выше основной территории Ферганской области, уже привело к повышению уровня грунтовых вод в Риштанском и Алтыарыкском районах Узбекистана. В результате, Риштанский район потерял 6313 гектаров сельхозугодий в результате гибели садов и снижения урожайности других культур.